# Luca Valzania
Luca Valzania est un footballeur italien né le 5 mars 1996 à Cesena. Il évolue au poste de milieu défensif.

## Biographie

### En club
Il commence sa carrière avec les pros de l'AC Cesena, le 13 mai 2014, en Série B contre Empoli. Le 6 janvier 2015, il joue son premier match en Série A contre le Napoli. 
Le 30 juin 2015, il signe en faveur de l'Atalanta Bergame. Le 2 juillet 2015, il retourne à Cesena sous forme de prêt. Le 15 juillet 2016, il est prêté à l'AS Citadella. Le 15 juillet 2017, il est prêté au Delfino Pescara. 

### En sélection
Il joue son premier match avec les espoirs italiens le 10 octobre 2017, face au Maroc.